# Andy Houting
Andries Nicolaas „Andy“ den Houting (* 1. November 1901 in Haarlem, Niederlande; † 2. Dezember 1975 in Toronto) war ein kanadischer Radrennfahrer und nationaler Meister im Radsport.

## Sportliche Laufbahn
Houting (auch Andrew Houting), der in den Niederlanden geboren wurde, war im Bahnradsport aktiv. Er war Teilnehmer der Olympischen Sommerspiele 1928 in Amsterdam. In der Mannschaftsverfolgung wurde der kanadische  Bahnvierer mit Lew Elder, Jim Davies, Andy Houting und William Peden gemeinsam mit Deutschland, Polen und Belgien auf dem 9. Rang klassiert.
1927 siegte er in der nationalen Meisterschaft über 10 Meilen.